# 팔완상목
팔완상목(Octopodiformes)은 초형아강에 속하는 두족류 상목이다. 문어와 흡혈오징어를 포함하고 있다. 팔완상목에 속하는 모든 종은 8개의 다리를 갖고 있다.

## 하위 분류
- 두족강(Cephalopoda)
  - 앵무조개아강(Nautiloidea) - 앵무조개
  - † 국석아강(Ammonoidea) - 암모나이트
  - 초형아강(Coleoidea)
    - 십완상목(Decapodiformes) - 오징어, 갑오징어
    - 팔완상목(Octopodiformes)
      - † Trachyteuthididae - 목 분류가 불확실한(incertae sedis) 과
      - 흡혈오징어목(Vampyromorphida) - 흡혈오징어
      - 문어목(Octopoda)
        - † Keuppia - 과 분류가 불확실한(incertae sedis) 속
        - † Palaeoctopus - 과 분류가 불확실한(incertae sedis) 속
        - † Paleocirroteuthis - 과 분류가 불확실한(incertae sedis) 속
        - † Pohlsepia - 과 분류가 불확실한(incertae sedis) 속
        - † Proteroctopus - 과 분류가 불확실한(incertae sedis) 속
        - † Styletoctopus - 과 분류가 불확실한(incertae sedis) 속
        - 유촉모아목(Cirrina)
          - 우무문어과(Opisthoteuthidae)
          - Cirroteuthidae
          - Stauroteuthidae

        - 무촉모아목(Incirrina)
          - Amphitretidae
          - Bolitaenidae
          - 문어과(Octopodidae)
          - Vitreledonellidae
          - 집낙지상과(Argonautoida)
            - Alloposidae
            - 집낙지과(Argonautidae)
            - Ocythoidae
            - 보라문어과(Tremoctopodidae)